# アドベント
アドベント (Advent) は、キリスト教西方教会においてイエス・キリストの降誕を待ち望む期間のことである。日本語では待降節（たいこうせつ）、降臨節（こうりんせつ）、または待誕節（たいたんせつ）という。教派によって名称が異なり、主にカトリックや福音主義教会(ルター派)では待降節、聖公会では降臨節と呼ぶ。

## 概要

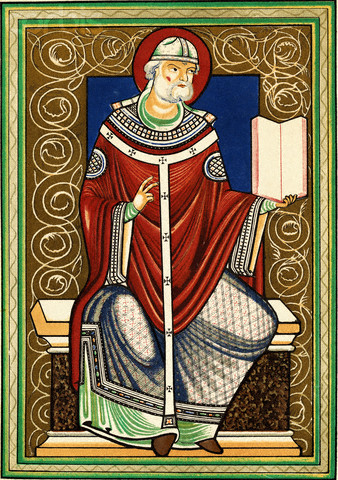
教皇グレゴリウス1世

アドベントという単語は「到来」を意味するラテン語Adventus（＝アドベントゥス）から来たもので、「キリストの到来」のことである。ギリシア語の「エピファネイア（顕現）」と同義で、キリスト教においては、アドベントは人間世界へのキリストの到来、そして、キリストの再臨（ギリシア語のパルーシアに相当）を表現する語として用いられる。
西方教会では、教会の1年は待降節から始まる。11月30日の「聖アンデレの日」に最も近い日曜日からクリスマスイブまでの約4週間で、最も早い年で11月27日、遅い年でも12月3日に始まる。5世紀後半に、クリスマス前の断食の時期として、聖マルティヌスの日が開始日と定められたが、後にグレゴリウス1世の時代に、4回の主日と定められた。最初のアドベントを待降節第一主日、もしくは降臨節第一主日と呼び、その後、第二、第三、第四と主日が続く。

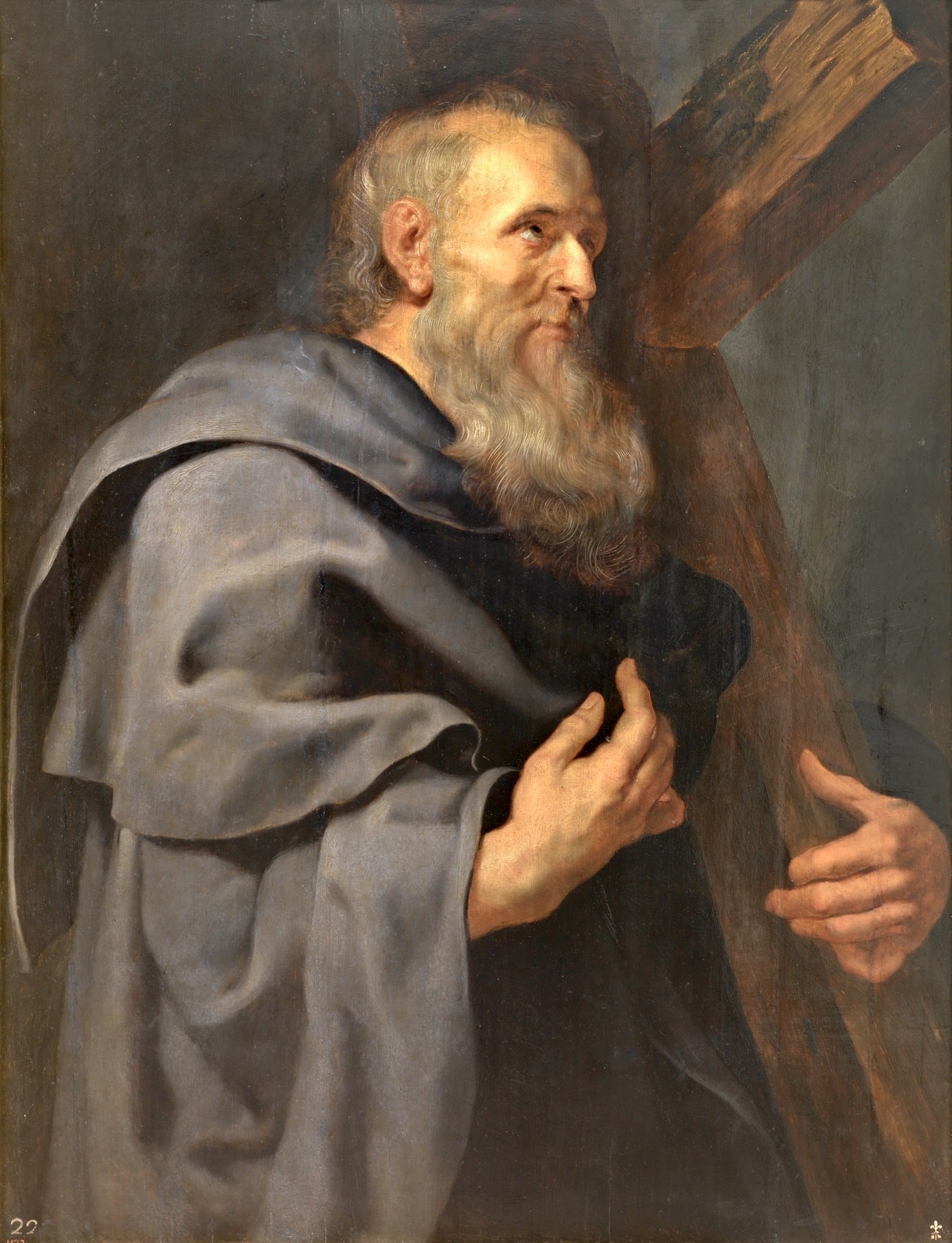
使徒聖フィリップ
（ルーベンス作）

正教会では、アドベントという概念はない。正教会では復活大祭および聖神降臨祭が教会暦の節目とされ、アドベントを基準に教会暦を数えることはせず、11月14日からクリスマスイブまでの40日間「使徒聖フィリップ（フィリポ、ピリポ、フィリポス）の斎」が行われる。これを英語圏などでアドベントと呼ぶことがある。ただし日本の正教会でこの時期を公式にアドベント等と呼ぶことはない。正教会の暦は本来ユリウス暦であるが、日本ハリストス正教会ではクリスマスをグレゴリオ暦で行う教会があるため、その場合は「フィリップの斎」の期間が短縮される。ただしクリスマスの前後の主日は特別な一連の祭を行う。詳しくは降誕祭の項を参照。

## 歴史と儀式

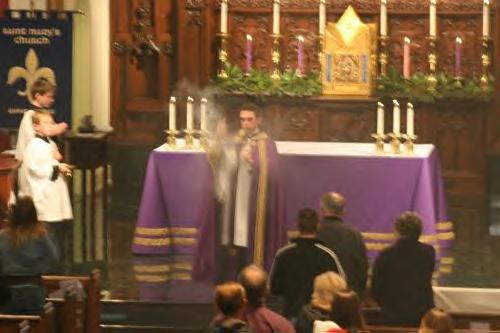
アドベント期間中の礼拝。祭服や祭壇布が紫である。

アドベントをどのように守るかを定めた、現存する中で最古の文献は、トゥールの司教ペルペトゥスによる、11月11日からクリスマスまで週3回の断食を命じたものである。これはもともと、東方教会で、1月6日の公現祭（降誕日でもある）に洗礼を受ける予定の者が、その日のために、断食と、悔改めを行う準備期間であったためで、それが、西方教会においてクリスマス前の習慣となったのである。断食と悔い改めの時期であるため、カトリック、聖公会、ルター派では、祭服や祭壇布に悔い改めを意味する紫が使われる。また、第二主日から第四主日まで、栄光の歌であるグロリアを歌わない。アドベントの終了は12月24日の日没後で、かつてカトリックでは、この日を大斎とし、食物の摂取制限があった。ただし、第三主日だけは例外で、この日にはバラ色の祭服が用いられ、アドベント中で唯一オルガン演奏が許される。このバラ色の主日は、四旬節第四主日のバラの主日と同じ意味を持つ。
カトリック百科事典には、次のような記述もある。
380年のサラゴサの教会会議の決議の第4カノン（条文）では、こういう準備期間に関して、12月17日から公現祭まで、教会に必ず出席するべしとある。
他にも司教により、クリスマス前の準備期間が提唱されているが、法制化はされていない。ガリアのマソンで581年に開かれた会議では、9番目の条文で、11月11日からクリスマスまでで、四旬節に倣い、月、水、金に生贄を捧げるようにとある。
650年にスペインで、5回の日曜日のアドベントが祝われた。何度かの決議により、11月11日から、あるいは15日から、早いところでは秋分からの断食が法制化された。他の決議ではこの時期の結婚が禁止された。ギリシア正教会でもアドベントが遵守されていると、聖テオドルス (Theodore the Studite) の言にある。いつのことであるかは触れられていないが、8世紀に、礼拝としてではなく、断食と禁酒の時期としてアドベントが祝われたのがわかる。
11月15日からクリスマスまでの時期も、アラン人の族長ゴールによれば、のちに7日に短縮されている。しかしルーシ人の合議会ではかつての規則にのっとり、1720年に断食は11月14日からとされた。アンブロジウス派やモサラベの人々は、礼拝としてアドベントを祝うことはしなかったが、断食は行っていた。

## 習慣

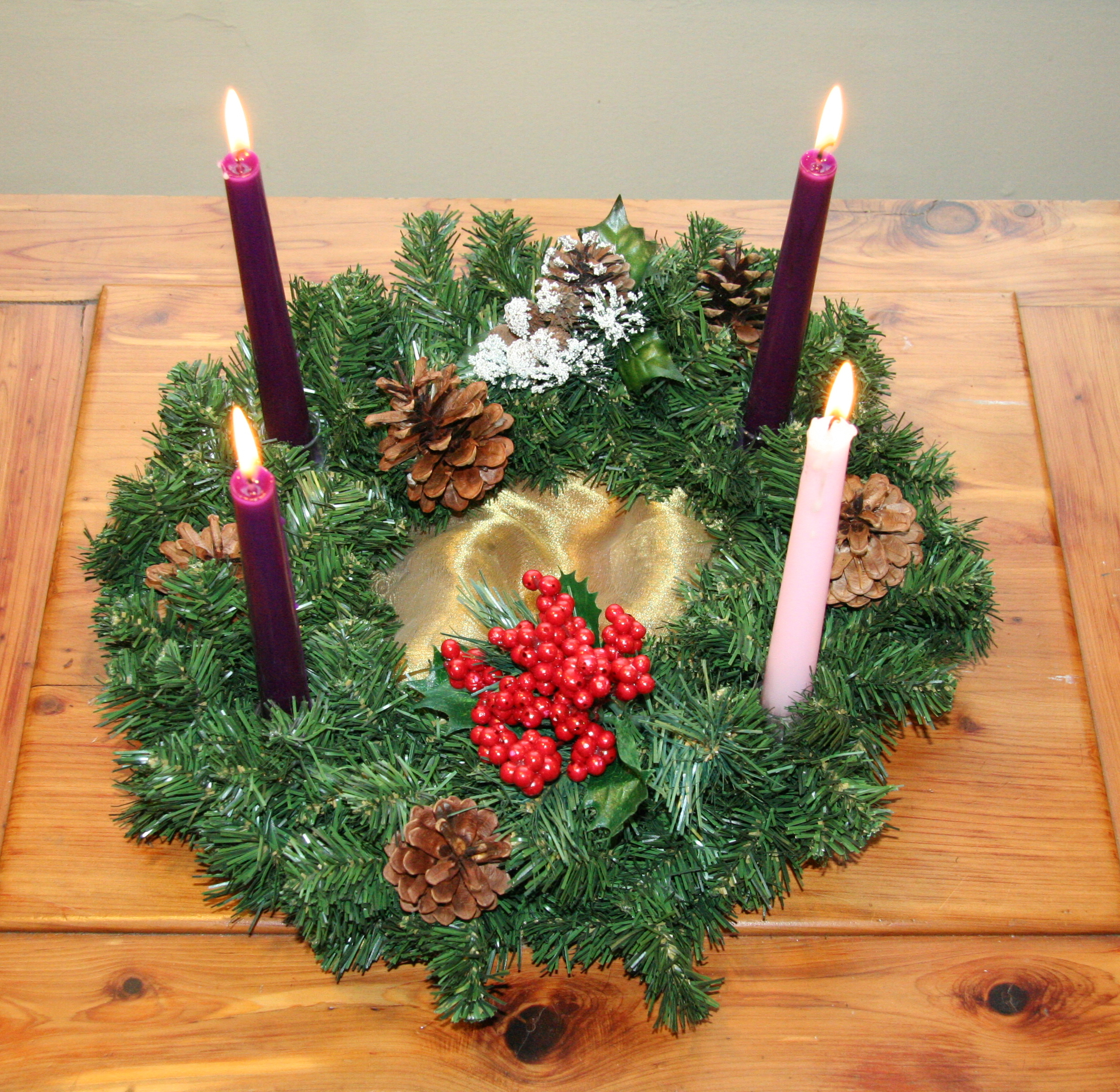
紫のろうそくを3本、ピンクのを1本立てたアドベントリース

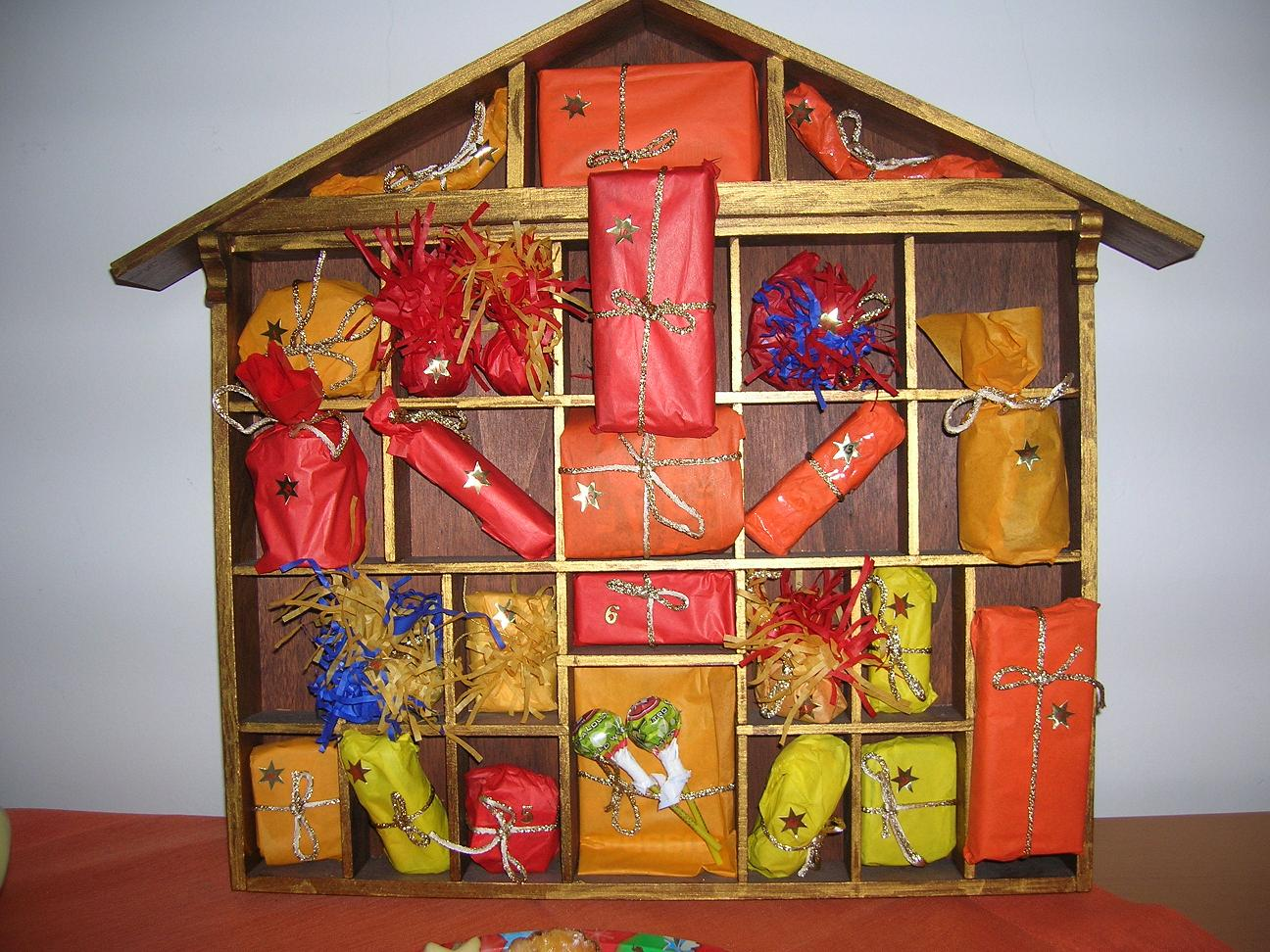
アドベントカレンダー

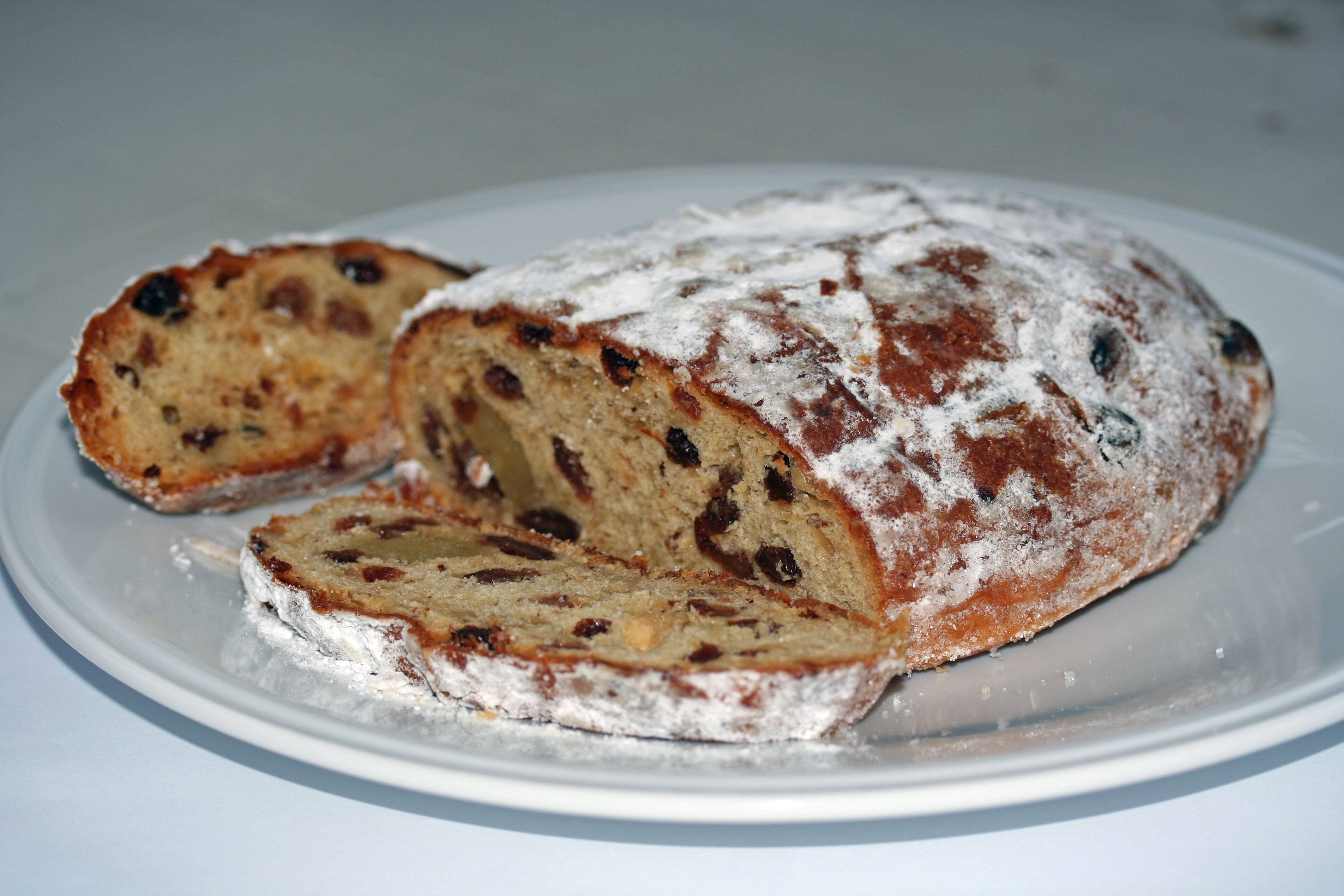
シュトレン

アドベントには、ろうそくを4本用意し、第一主日に1本目のろうそくに火をともし、その後、第二、第三、第四と週を追うごとに火をともすろうそくを増やしていくという習慣がある。この習慣は、一説によると、ドイツ国内の伝道の祖といわれるJ・H・ヴィヒャーンが始めたもので、ハンブルクにある子供たちの施設「ラウエス・ハウス」（粗末な家）で初めて行われた。当時は、クリスマスまで、毎日1本ずつそうそくを灯したといわれる。そして1860年以後は、ベルリン・テーゲルの孤児院にもこれが広められた。
常緑樹の枝を丸くまとめ、装飾した「アドベントリース」または「アドベントクランツ」に、4本のろうそくを立てる、もしくはアドベント用に4本のろうそくが立てられる燭台を用いるのが普通である。クランツのモミの枝は降誕日を、4本のろうそくは待降節の4回の主日を意味している。クランツ（冠の意）は称賛や崇敬を表し、王たる存在のイエスを象徴している。
通常、ろうそくの色は白または典礼色に倣い紫であるが、第三週のガウデテ・サンデイのみはバラ色のろうそくを用いる場合が多い。なお、教会暦や風習に縛られない教会もある。また、家庭においてはろうそくの色は自由であり、実にさまざまなものが存在する。また、この時期の祈祷や賛美歌には、救世主の出現を待ち望むものが見られる。
子供たちの楽しみとしてアドベントカレンダーがある。紙や布などで作られ、1-24もしくは25までの日付の、窓やポケットがついており、その日の窓やポケットを開くと、イラストが現れたり、お菓子が入れてあったりする。
ドイツでは主日ごとにシュトレン（もしくはシュトーレン）を薄く切り、食べて祝う。このシュトレンの形と、砂糖でおおわれた外見は、幼子イエスが純白のマントでくるまれたことに由来すると言われる。